# Carmelo Valda
Carmelo Valda Duarte (Yamparáez, Bolivia; 14 de julio de 1979) es un ingeniero civil y político boliviano. Fue viceministro de Agua Potable y Saneamiento Básico de Bolivia, entre noviembre de 2020 hasta junio de 2023, durante el gobierno de Luis Arce.

## Biografía
Carmelo nació el 14 de julio de 1979, en el municipio boliviano de Yamparáez. 
Tras graduarse de la secundaria y obtener el título de Bachiller en 1997, continuó sus estudios superiores en la Universidad Mayor Real y Pontificia San Francisco Xavier de Chuquisaca, donde obtuvo el título de ingeniero civil. Durante este tiempo, también fue auxiliar de docente universitario. Es miembro de la Sociedad de Ingenieros de Bolivia (SIB).
Realizó estudios de postgrado en sistemas de agua potable, evaluación de proyectos y presas, manejo integrado de cuencas hidráulicas, desarrollo comunitario y fortalecimiento institucional, construcción de carreteras y puentes, desarrollo de infraestructura vial, riego y drenaje, sistemas de información geográfica y obras hidráulicas, entre otros.

### Trayectoria
Fue gerente departamental del Fondo Nacional de Inversión Productiva y Social (FPS) de Chuquisaca, desde 2012 hasta 2015.

### Secretario departamental de Chuquisaca
El 2 de junio de 2015, el gobernador de Chuquisaca Esteba Urquizu, lo designó secretario Departamental de Obras Públicas. Mantuvo este cargo hasta el 16 de enero de 2020.

### Viceministro de Bolivia
El 26 de noviembre de 2020, el ministro de medio ambiente y agua Juan Santos Cruz lo designó viceministro de Agua Potable y Saneamiento Básico de Bolivia.
Mantuvo este cargo hasta el 16 de junio de 2023.